# عند عزيز (مسلسل)
عند عزيّز مسلسل كوميدي تونسي بث على قناة  تونس 7 في رمضان 2003 من تأليف حاتم بلحاج وإخراج صلاح الدين الصيد.

## القصة
يروي المسلسل قصة عزيّز، الذي يملك محلا تجاريا أو كما يسميه هو «سوبارات» ويعاني من صعوبات بسبب افتتاح محل تجاري ضخم قرب محله.
يعمل لدى عزيّز أربعة عمال، هم خديجة، عاملة الخزينة، التي لازالت عالقة في المكانة المرموقة لعائلتها في العقود الماضية، وبهيجة، عاملة الرفوف، والحالمة بالزواج حيث تدخل في علاقات كوميدية فاشلة، إضافة إلى الصادق، المسؤول عن تخزين السلع، ومحب الأكل والضحك، كما يسبب المتاعب فيهدده عزيّز في كل مرة بطرده من العمل. أما العامل الرابع، فهو معز، الحالم بالثروة والمال ويقوم بأعمال مشبوهة في مخزن المحل، كما يوكل إليه عزيّز عدة مهام.
يحاول عزيّز إيجاد عدة طرق لمنافسة المحل التجاري الجديد، وذلك بمساعدة أصدقائه الذين يزورونه باستمرار، مثل الهادي، ساعي البريد الذي يخبره بآخر أخبار المحل الجديد، والمنوبي، صاحب محل الملابس المستعملة. نتيجة لذلك، يقوم عزيّز بجذب الزبائن، عبر مشاريع مآلها الفشل، مثل كافيتيريا السوبارات، التي كلف معز بتسييرها، ومقهى الإنترنت، إضافة إلى مشاريعه مع السائق سي أحمد، زوج خديجة، وغيرها…

## الشخصيات

### الشخصيات الرئيسية
- كمال التواتي: «عزيّز» صاحب المحل (السوبارات)
- زهيرة بن عمار: «خديجة» عاملة الخزينة في السوبارات
- كوثر الباردي: «بهيجة» عاملة الرفوف في السوبارات
- سفيان الشعري: «الصادق» عامل التخزين في السوبارات
- فيصل بالزين: «معز» عامل في السوبارات له عدة مهام

### الشخصيات الثانوية
- علي بنور: «الهادي» ساعي بريد وصديق عزيّز
- إكرام عزوز: «المنوبي» صاحب محل ملابس مستعملة وصديق عزيّز
- الشاذلي العرفاوي: «أحمد» زوج خديجة، سائق شاحنة صغيرة من نوع 404

### ضيوف الشرف
- ليلى الشابي: «حبيبة» زوجة عزيّز
- لطفي العبدلي: «ناموسة» مسؤول عن مقهى إنترنت في السوبارات
- زهير الرايس: «مهدي» خطيب بهيجة
- سهام مصدق: «منوبية» حريفة منتظمة في السوبارات

## فريق العمل
| العمل     | صاحب العمل                                   |
| --------- | -------------------------------------------- |
| الإنتاج   | الوكالة الوطنية للنهوض بالقطاع السمعي البصري |
| الموسيقى  | ربيع الزموري                                 |
| السيناريو | حاتم بلحاج                                   |
| الإخراج   | صلاح الدين الصيد                             |